# 宋家场水库
宋家场水库是中国河南省驻马店市泌阳县境内的一座水库，位于唐河支流泌阳河上，建于1969年。水库集雨面积为186平方千米，海拔为186.5米。